# Agobardus fimbriatus
Agobardus fimbriatus là một loài nhện trong họ Salticidae.
Loài này thuộc chi Agobardus. Agobardus fimbriatus được Elizabeth Bangs Bryant miêu tả năm 1940.